# Grand Designs Sverige
Grand Designs Sverige är en svensk TV-serie.
Förlagan till Grand Designs Sverige är den brittiska tv-serien Grand Designs med Kevin McCloud(en) som programledare. Serien hade premiär 1999 och sändes 2024 i sin 22:a säsong. Formatet har förutom i Sverige även fått efterföljare i Australien, Nya Zeeland och Finland.
I den svenska versionen är det arkitekturkritikern Mark Isitt som är programledare. I varje säsong besöker han sex olika husprojekt runt om i Sverige där människor bygger sina drömhem. Han lyssnar på deras visioner och följer byggprocessen och dess med- och motgångar.
Första säsongen hade premiär den 16 november 2020 och säsong 2 och 3 sändes 2021 och 2022. Serien pausades 2023 på grund av lågkonjunkturen men återkom 2024 med 6 nya avsnitt. Var och en av de fyra första säsongerna hade 6 avsnitt och redovisar 6 olika byggprojekt, totalt 24 stycken.
Under 2025 sänds säsong 5 med rubriken Återbesöken, där han följer upp och besöker några utvalda projekt från de 4 första säsongerna.

## Säsonger

### Säsong 1, 2020
Säsong 1 hade premiär 16 november 2020.
1. Modern lada på Gotland
2. Kaxig låda i kontrast mot sekelskifteshusen på Norra Lagnö
3. Ett spjut i skogen i Huddinge
4. Pampig fjällhydda i Åre
5. Kamouflerat palats på Lidingö
6. Atriumhus av Wingårdh nedsänkt i berget i Göteborg

### Säsong 2, 2021
Säsong 2 hade premiär den 22 november 2021.
1. De bygger hus på en ö i Roslagen
2. Naturhus i Vadstena
3. Prefabricerad minimalism på Västkusten
4. Ritar och bygger med experimentlust i Österåker
5. Rymdskepp för hemester i Danderyd
6. Vattentorn i Knivsta förlänger livet

### Säsong 3, 2022
Säsong 3 hade premiär den 27 oktober 2022.
1. Case study av limträ i Nynäshamn
2. Bygger nytt 1700-talshus i Tyttorp
3. Kristallen av KL-trä i Höganäs
4. Rushtons familjeidyll Margretelund
5. Hälsingegård 2.0
6. Klipparens hus i Torslanda

### Säsong 4, 2024
Serien hade uppehåll 2023 och säsong 4 hade premiär den 15 augusti 2024.
1. Rymlig villa smälter in i Vikingshill
2. Daniel ritar och Fredrik bygger det ultimata huset åt mamma
3. Förvandlar kataloghuset till arkitektritat
4. Litet höghus med kvistfri furu i Skuru
5. Kuben som svävar i stupet
6. Total makeover från liten stuga till minimalistisk husdröm

### Säsong 5, 2025
Serien hade premiär i januari 2025 och genomför återbesök vid några av de tidigare projekten.